# Э̌
Cette page contient des caractères spéciaux ou non latins. S’ils s’affichent mal (▯, ?, etc.), consultez la page d’aide Unicode.
Э̌ (minuscule : э̌), appelé é caron, est une lettre additionnelle de l’alphabet cyrillique utilisée en doungane par certains auteurs. Elle est composée du é ‹ Э̌ › diacrité d’un caron.

## Utilisations
En doungane, certains auteurs utilisent les accents sur les voyelles pour indiquer les tons, dont l’é caron cyrillique ‹ э̌ ›.

## Représentation informatique
L’é caron peut être représenté avec les caractères Unicode suivants (cyrillique, diacritiques) :
| formes    | représentations | chaînes de caractères | points de code | descriptions                                    |
| --------- | --------------- | --------------------- | -------------- | ----------------------------------------------- |
| capitale  | Э̌               | Э◌̌                    | U+042D U+030C  | lettre majuscule cyrillique é diacritique caron |
| minuscule | э̌               | э◌̌                    | U+044D U+030C  | lettre minuscule cyrillique é diacritique caron |